# Wolfgang M. Schröder

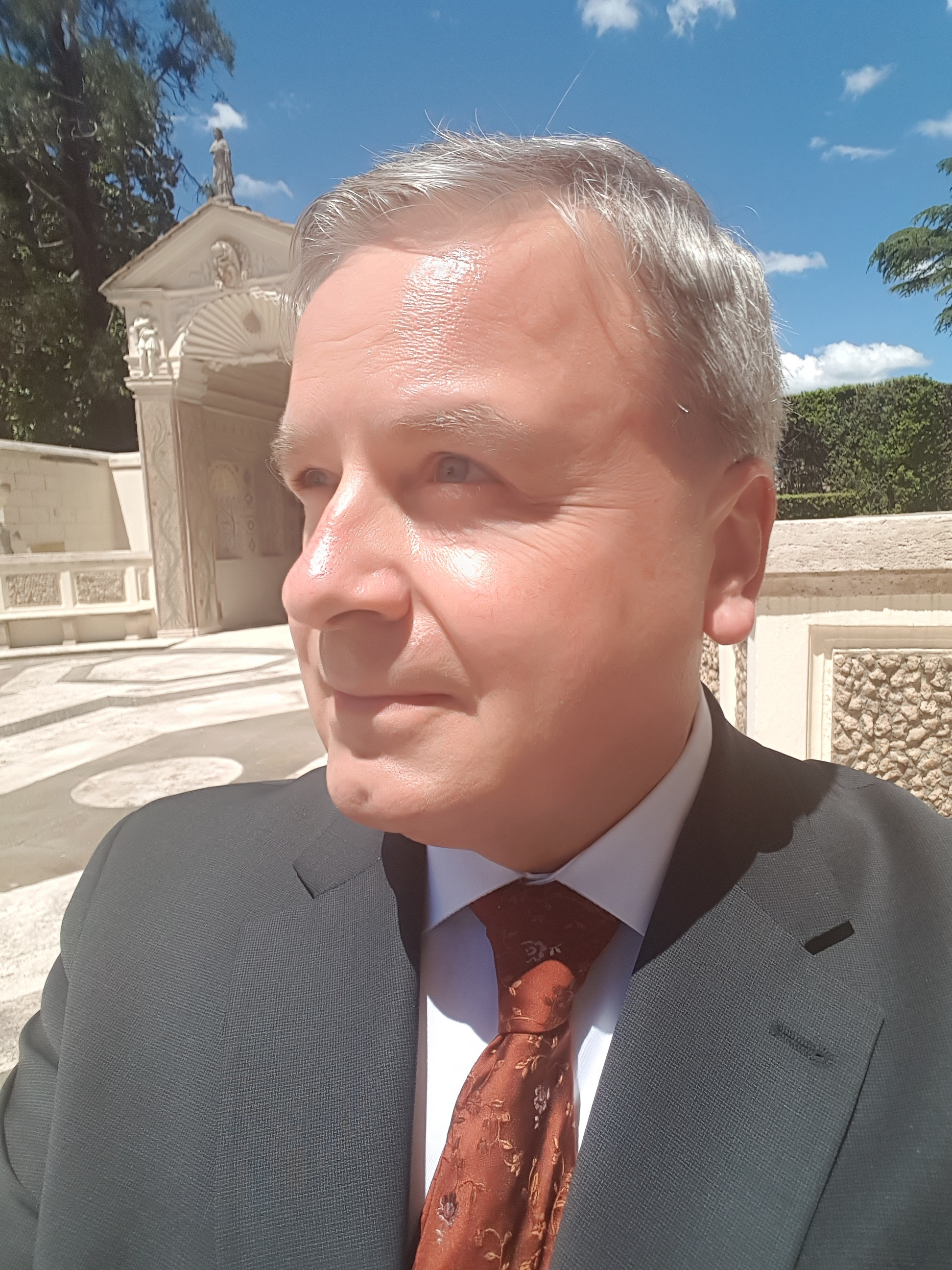
Wolfgang M. Schröder (2019)

Wolfgang M. Schröder (* 20. Juli 1968 in Saarlouis) ist ein deutscher Philosoph.

## Leben
Wolfgang M. Schröder studierte Philosophie, katholische Theologie und Kunstgeschichte zunächst in Tübingen (1987–1989), dann in Rom (1989–1994). Nach dem Philosophicum (als Cand. theol. an der Universität Tübingen) erwarb er 1992 zunächst das theologische Bakkalaureat (summa cum laude) und wurde dann 1994 zum Lic. phil. (summa cum laude) bei Xavier Tilliette an der Pontificia Università Gregoriana promoviert. 2002 folgten an der Universität Tübingen die Promotion zum Dr. phil. (summa cum laude) bei Otfried Höffe, der Promotionspreis der Universität Tübingen sowie 2007 die Habilitation (venia legendi) in Philosophie. Zu seinen akademischen Lehrern gehörten Klaus Hartmann (Philosoph, 1925), Eberhard Jüngel, John Carew Eccles, Dietrich Ritschl, Rüdiger Bubner und Manfred Frank.
Von 2003 bis 2008 war Schröder Mitglied im WIN-Kolleg der Heidelberger Akademie der Wissenschaften (HAW), Forschergruppe Paul Kirchhof. 2005 war er SIAS-Fellow an der Yale Law School in New Haven, 2006 dann SIAS-Fellow am Wissenschaftskolleg zu Berlin. 2007/2008 vertrat er eine Professur für Theoretische Philosophie an der Universität Tübingen. 2009/2010 lehrte er als Dozent für Praktische Philosophie an der Ruhr-Universität Bochum. 2011/2012 vertrat er eine Professur für Praktische Philosophie an der Universität Tübingen. Von 2010 bis 2015 war er Dilthey-Fellow der Fritz-Thyssen-Stiftung an der Universität Tübingen. Seit 2015 lehrt er als Professor für Philosophie an der Universität Würzburg. Zu seinen Hauptforschungsgebieten gehören neben European Studies die Politische Theorie und Rechtsphilosophie, Künstliche Intelligenz unter ethischen Gesichtspunkten, der Transhumanismus sowie Richard Wagner als Musikästhetiker.
Seit 2017 ist Schröder Mitglied im Trägerkreis der Graduate School of the Humanities in Würzburg. Seit 2018 ist er Mitglied der Würzburger Wissenschaftlichen Gesellschaft, Mitarbeiter im DIN-Arbeitsausschuss „Künstliche Intelligenz“ (NA 043-01-42 AA) am Deutschen Institut für Normung, zudem German Expert im ISO/IEC JTC 1/SC 42/WG 1, International Organization for Standardization und Vorstandsmitglied der Charta digitale Vernetzung e.V. unter der Schirmherrschaft des Bundesministeriums für Wirtschaft und Energie. Seit 2019 ist er Mitglied im Fachbeirat „Technik im Dialog“ im Verein Deutscher Ingenieure (VDI) und Member of the CEN-CLC Focus Group „European AI“. Seit 2020 ist Schröder Mitglied im Beirat des „Digital Autonomy Hub“ (Deutsche Gesellschaft für Informatik / AlgorithmWatch) zur Koordination von Forschungsprojekten der BMBF-Förderlinie „Mensch-Technik-Interaktion für digitale Souveränität“. In dem 2021 gegründeten europäischen Joint Technical Committee European Standards & Artificial Intelligence (CEN-CLC / JTC 21) ist Schröder Mitglied der vom Deutschen Institut für Normung (DIN) entsandten deutschen Delegation. 2022 war er zudem Mitglied im Vorbereitungsteam "KI-Normungsroadmap II" von DIN und DKE (Deutsche Kommission Elektrotechnik), Arbeitsgruppen "Grundlagen", "Soziotechnische Systeme" und "Prüfung und Zertifikation".

## Veröffentlichungen (Auswahl)
- Grundrechtsdemokratie als Raison offener Staaten. Verfassungspolitik im europäischen und im globalen Mehrebenensystem (= Erfahrung und Denken. Band 91). Duncker & Humblot, Berlin 2003, ISBN 3-428-11050-1 (zugleich Dissertation, Tübingen 2001).
- Politik des Schonens. Heideggers Geviert-Konzept, politisch ausgelegt (= Phainomena. Band 13). Attempto, Tübingen 2004, ISBN 3-89308-371-5.
- mit Walter Fürst and Joachim Drumm (Hrsg.): Ideen für Europa. Christliche Perspektiven der Europapolitik (= Forum Religion & Sozialkultur. Abt. A: Religions- und Kirchensoziologische Texte. Band 9).  LIT, Münster/Berlin/London 2004, ISBN 3-8258-7609-8.
- mit Georg Jochum, Niels P. Petersson und Katrin Ullrich: Legitimationsgrundlagen einer europäischen Verfassung. Von der Volkssouveränität zur Völkersouveränität (= Schriften zum Europäischen Recht. Band 125). Duncker & Humblot, Berlin 2007, ISBN 3-428-12241-0.
- Robots and Rights: Reviewing Recent Positions in Legal Philosophy and Ethics. In: Joachim von Braun, Margaret S. Archer, Gregory M. Reichberg, Marcelo Sánchez Sorondo (Hrsg.): Robotics, AI, and Humanity. Springer Nature, Cham 2021, S. 191–203 (Online).
- Smart wohnen im „Hoffice“. Zur Verschmelzungstendenz von „Remote Working“ und „Smart Home“ – mit einem Plädoyer für ein neues Kapitel Digitaler Anthropologie. In: Wolfgang Beck, Ilona Nord, Joachim Valentin (Hrsg.): Theologie und Digitalität. Ein Kompendium. Herder Verlag, Freiburg i.Br. 2021, S. 72–88.
- Ist Kunst systemrelevant? Analysen zur Idee einer „sustainable culture“. In: Clara Blessing, Christoph Henzel (Hrsg.): Kunst und Krise. Analysen und Perspektiven. Königshausen & Neumann, Würzburg 2021, ISBN 978-3-8260-7224-6, S. 87–110.